# Sint Martinus (molen)
De windmolen Sint Martinus in Didam (in de gemeente Montferland in de Nederlandse provincie Gelderland) is een ronde stenen beltmolen uit 1855. De molen had geen voorganger. Een brand in de molen gedurende de nacht van 11 op 12 november 1964 liep door ingrijpen van de eigenaar en de brandweer goed af. De Sint Martinus is in bedrijf gebleven tot 1973, toen de molen werd stilgezet wegens een losgeraakte roede. In 2004 werd de Sint Martinus verkocht aan de woningcorporatie Laris Wonen, die de molen in 2007 maalvaardig heeft laten restaureren. De Stichting St.Martinusmolen exploiteert de witgepleisterde molen.
Gevlucht: de molen heeft op de binnenroede het Systeem van Bussel met Ten Have-kleppen en op de buitenroede het systeem Fauel. De bediening bij de staart gaat via een kettingwiel en tandheugel.